# Morti nel 1269
| Questa pagina contiene informazioni ricavate automaticamente dalle voci biografiche con l'ausilio del template Bio e di un bot. L'aggiornamento è periodico e automatico e ricostruisce completamente la pagina. Se manca una persona in questa lista, sei pregato di non aggiungerla, ma accertati piuttosto che la sua voce biografica contenga il template Bio e che i dati anagrafici siano correttamente compilati. Se il template Bio manca, inseriscilo tu stesso o, in alternativa, metti l'avviso {{tmp\|Bio}} che ne segnala la mancanza. Se i dati riportati sono sbagliati, correggi direttamente la voce biografica; le modifiche saranno visibili in questa lista entro pochi giorni. Per chiarimenti vedi il progetto biografie. La lista contiene solo le 23 persone che sono citate nell'enciclopedia e per le quali è stato implementato correttamente il template Bio. Pagina aggiornata al 10 ago 2025. |

- 22 aprile - Glicerio de Persona, italiano
- 5 maggio - Benvenuto Mareni da Recanati, religioso italiano
- 8 maggio - Oberto II Pallavicino, condottiero italiano (n. 1197)
- 17 giugno - Provenzano Salvani, generale italiano
- 7 luglio - Saionji Saneuji, poeta giapponese (n. 1194)
- 8 settembre - Gregorio da Montelongo, patriarca cattolico italiano
- 1º ottobre - Giordano Pironti, cardinale italiano (n. 1210)
- 27 ottobre - Ulrico III di Carinzia, nobile tedesco
- 16 dicembre - Armanno Pungilupo, italiano
- Abu l-'Ala al-Wathiq bi-llah Idris, califfo berbero
- Al-Shushtari, poeta (n. 1212)
- Bianca di Napoli (n. 1250)
- Sigebaldo Caballazio, vescovo cattolico italiano
- Goffredo da Cosenza, nobile e notaio normanno
- Costanza d'Aragona, principessa (n. 1240)
- Ghigo VII del Viennois, nobile francese (n. 1225)
- Stefano Vladislav I di Serbia, sovrano serbo
- Gervasio de Persona, nobile
- Saba II di Serbia, arcivescovo ortodosso e santo serbo
- Sordello da Goito, poeta, trovatore e giullare italiano
- Zayd Abu Zayd (n. 1195)
- Guglielmo De Parisio, italiano
- Švarnas, sovrano